# Тонгузино
Тонгузино — деревня в Заинском районе Татарстана. Входит в состав Кадыровского сельского поселения.

## География
Находится в восточной части Татарстана на расстоянии приблизительно 12 км на север-северо-восток по прямой от железнодорожной станции города Заинск.

## История
Известна с 1678 года как Кушкачи. Относится к деревням с кряшенским населением.

## Население
Постоянных жителей было: в 1859—345, в 1897—701, в 1906—798, в 1913—941, в 1920—1009, в 1926—680, в 1938—701, в 1949—561, в 1958—434, в 1970—399, в 1979—259, в 1989—133, в 2002 — 98 (татары 96 %, фактически кряшены), 92 в 2010.